# Jacques Daret

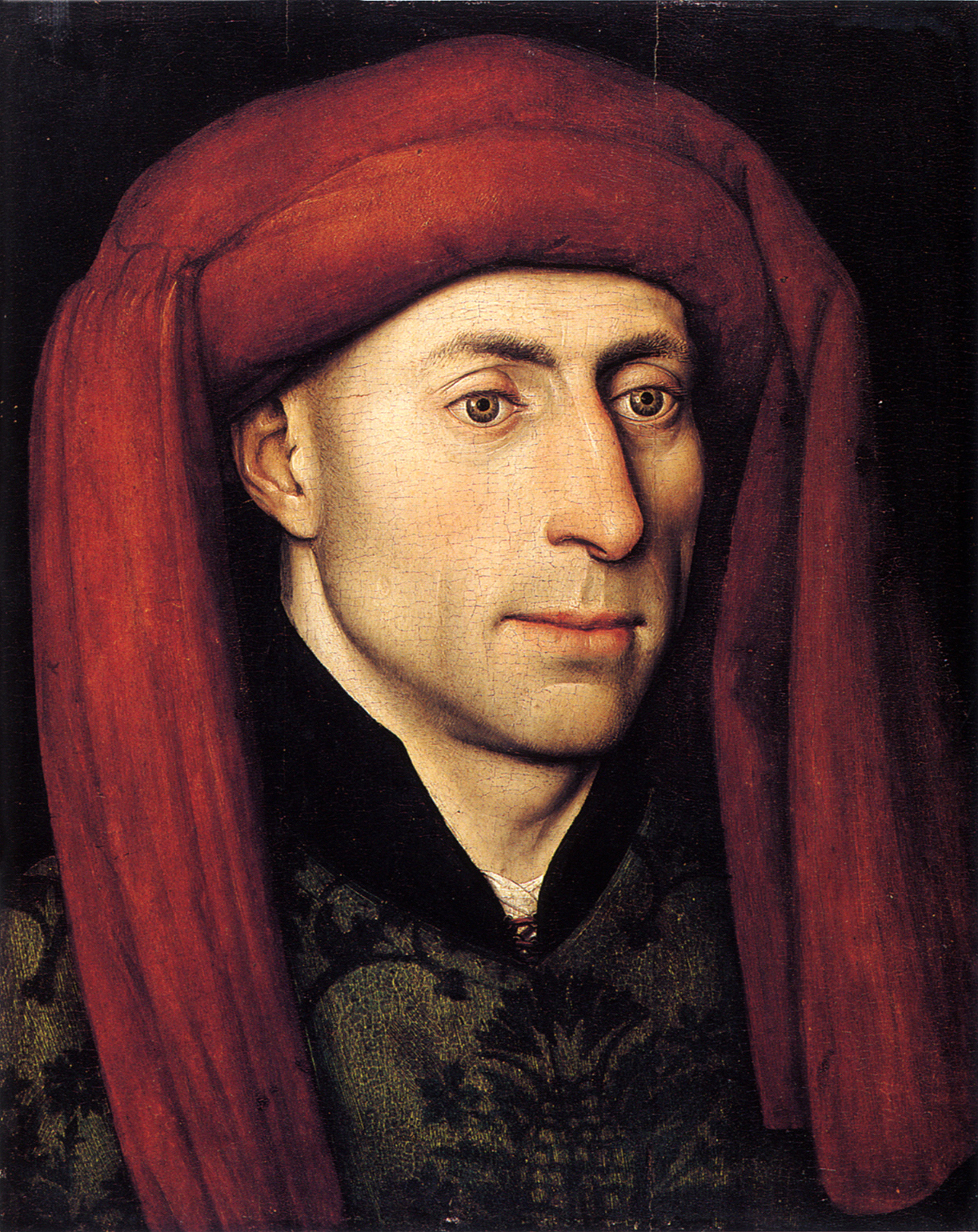
Portret van een man, toegeschreven aan Jacques Daret, ca. 1440, Gemäldegalerie (Berlijn)

Jacques Daret (ca. 1400 - ca. 1468) was een Zuid-Nederlands kunstschilder. Hij werd geboren in Doornik als zoon van beeldhouwer Jean Daret (overleden in 1404). Hij leefde en werkte het grootste gedeelte van zijn leven in Doornik. Daret behoort tot de Vlaamse Primitieven. 

## Biografie
Daret volgde samen met onder meer Rogier van der Weyden vanaf 1428 een vier jaar durende opleiding tot schilder in het atelier van Robert Campin te Doornik. Hij maakte dan al tien jaar deel uit van Campins huishouden. In 1432 werd hij als meester ingeschreven in het Doornikse schildersgilde. Later nam hij zelf leerlingen onder zijn hoede. Hij kreeg veel opdrachten aan het Bourgondische hof van Filips de Goede. Zijn patroon aan het hof gedurende 20 jaar was Jean de Clercq, de benedictijner abt van Sint-Vaast, en uit diens rekeningen is de produktie van Daret af te leiden.
Buiten Doornik was Daret werkzaam in Rijsel (Lille) en Arras (Atrecht), waar hij onder meer polychromie aanbracht op houten beelden. Dit soort opdrachten werd door vele schilders aangenomen in die periode. In 1454 werkte hij met vier van zijn leerlingen aan de versieringen die in Rijsel werden uitgevoerd ter gelegenheid van het beroemde Banket van de Fazant.
Ook nam hij met Vrancke van der Stockt en hun respectievelijke ateliers in 1468 deel aan de festiviteiten die de stad Brugge organiseerde ter gelegenheid van het huwelijk van Karel de Stoute en Margaretha van York. Hij zou in hetzelfde jaar in Doornik overlijden.

## Werken
Hoewel Daret heel productief geweest is als kunstenaar, kunnen er slechts vier panelen met zekerheid aan hem toegeschreven worden:
- Een Visitatie en een Aanbidding der Wijzen, bewaard in Berlijn in de Gemäldegalerie
- Een Geboorte, bewaard in Madrid, Museo Thyssen-Bornemisza
- Een Presentatie in de tempel, bewaard in Parijs, Petit Palais

Deze vier panelen waren de geschilderde luiken van een gebeeldhouwd retabel, dat in 1651 is ontmanteld en voor de rest is verdwenen. Daret maakte het in opdracht van Jean de Clercq.

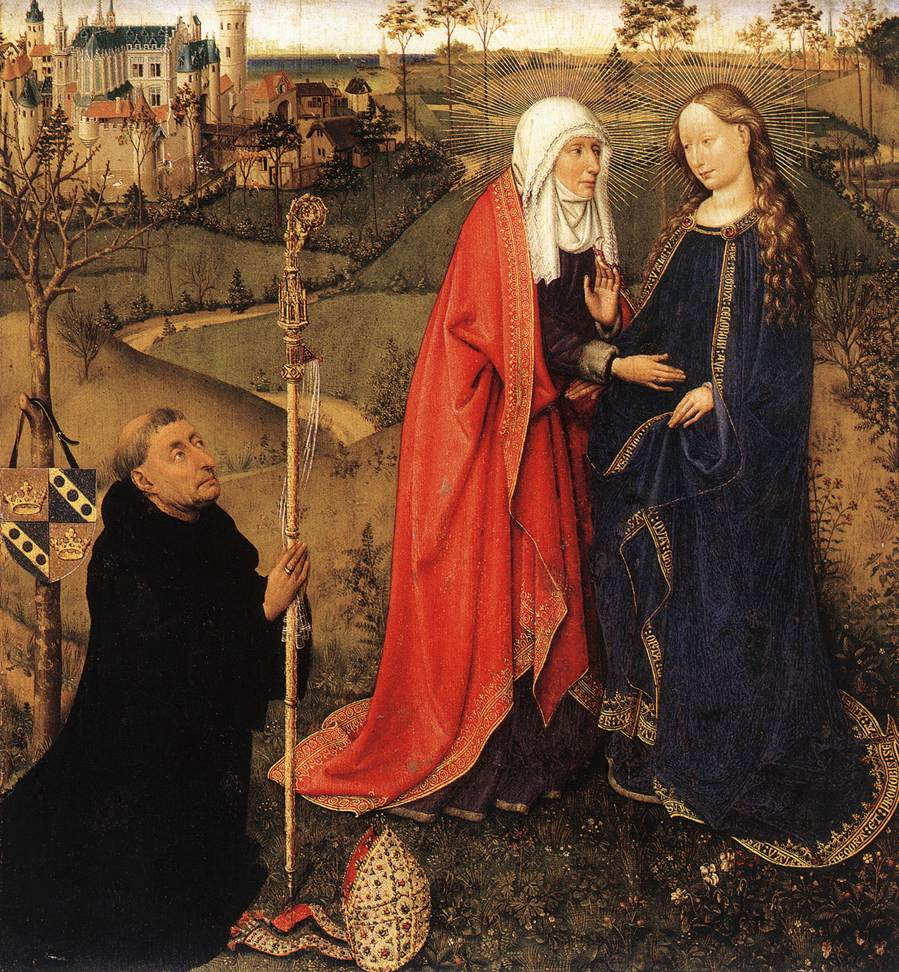
De Visitatie, ca. 1434
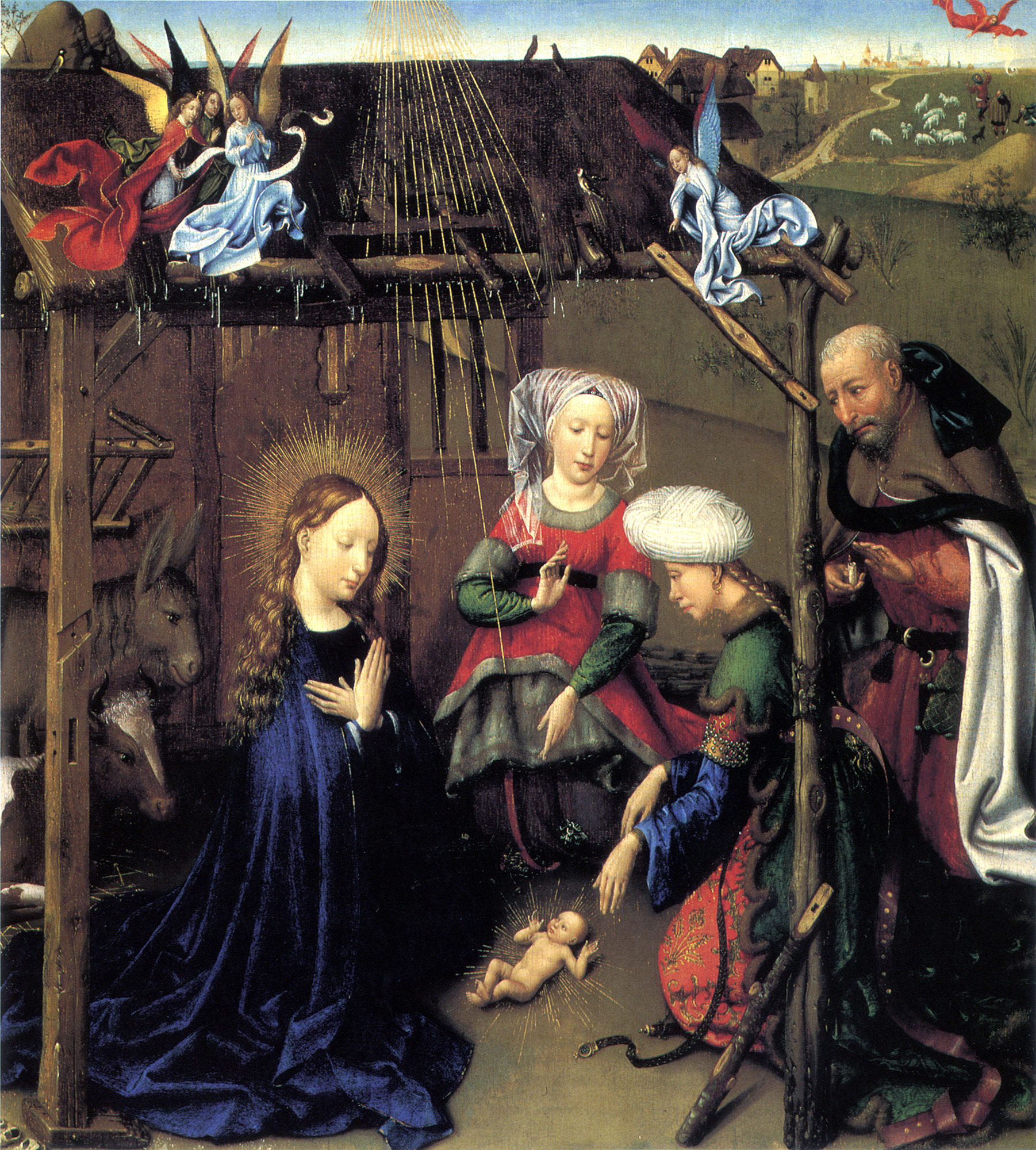
De Geboorte, ca. 1434
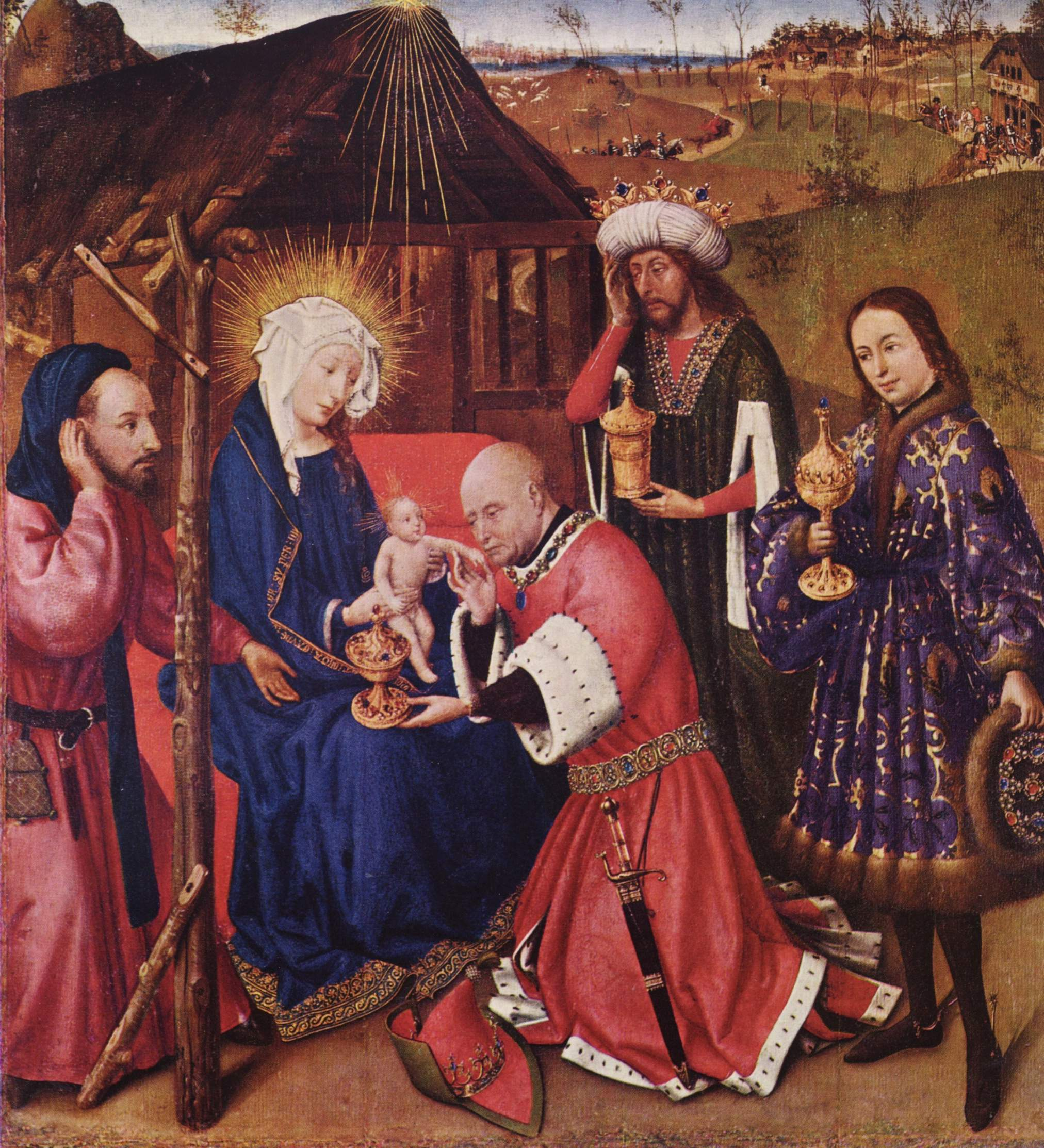
De Aanbidding der Wijzen, ca. 1434
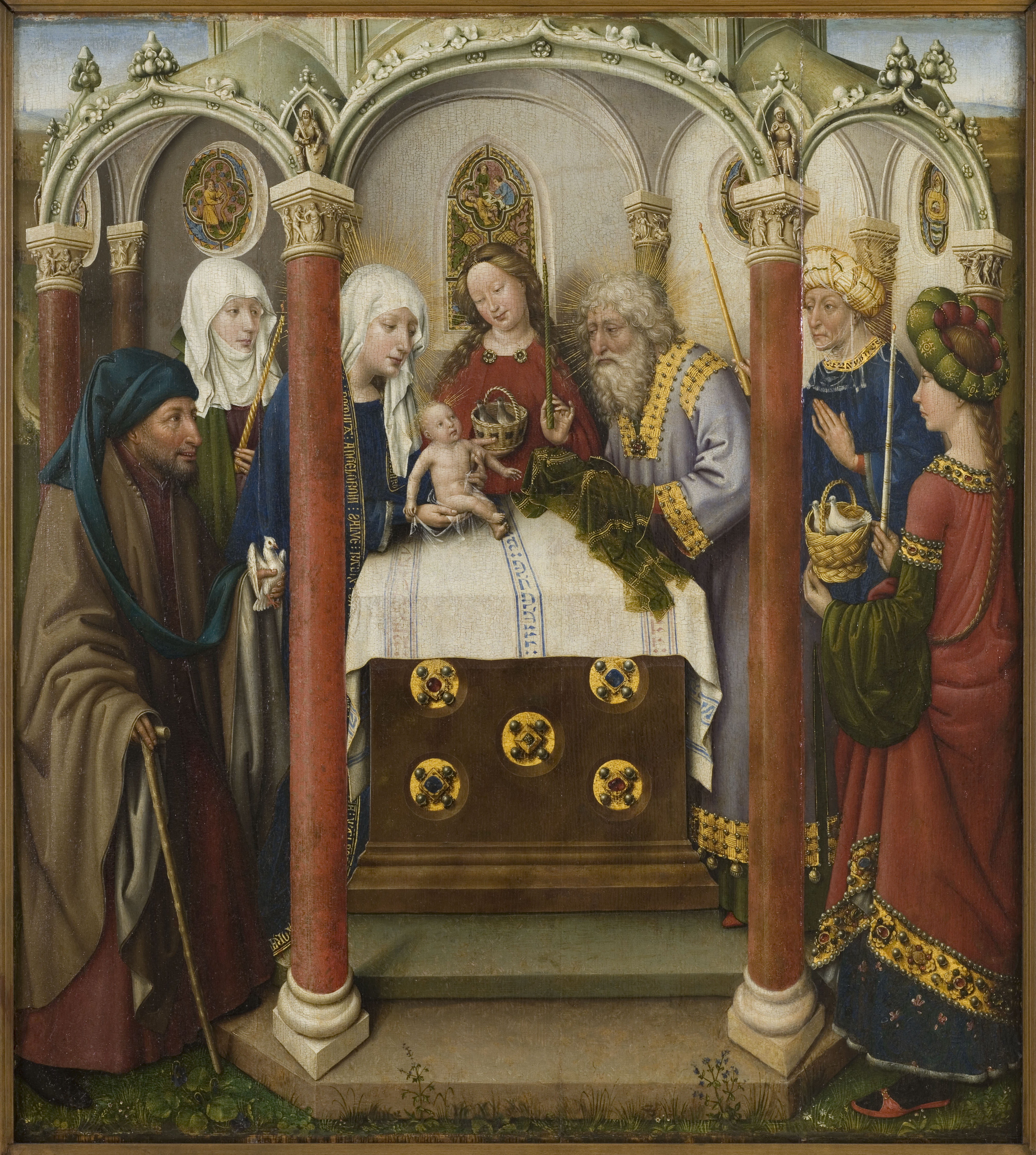
Presentatie in de tempel, ca. 1434

- Biografisch Portaal: 61959851
- Gemeinsame Normdatei: 119444186
- RKD-Nederlands Instituut voor Kunstgeschiedenis: 20054
- Union List of Artist Names: 500115505
- Virtual International Authority File: 96538641
- WorldCat: E39PCjHc4y4qh3jFRRmyT6yPgq